# Bitka pri Elmini (1625)
Bitka pri Elmini je bil vojaški spopad v nizozemsko-portugalski vojni, ki se je leta 1625 odvijala blizu gradu São Jorge da Mina (gradu Elmina)   na portugalski Zlati obali. Potekal je boj med 1200 vojaki nizozemske zahodnoindijske družbe (prevažala jih je flota 15 ladij), ki so pristali in napadli portugalsko garnizijo gradu. Garnizon je bil okrepljen z 200 afriškimi zavezniki, ki so jih lokalni kaciki postavili v službo guvernerja Sottomayorja.
Nizozemci so začeli bitko z bombardiranjem gradu. Nato so Nizozemci začeli korakati proti gradu, vendar so jih Portugalci in njihovi afriški zavezniki s skritih položajev napadli v zasedo in jih skoraj popolnoma pobili. Med mrtvimi so bili vrhovni poveljnik in vsi njegovi častniki.  Portugalci so imeli zelo malo žrtev in so vzeli 15 zastav, 15 bobnov in več kot 1000 mušket, helebard, pištol in oblek.
Nizozemske ladje so na grad izstrelile več kot 2000 topovskih krogel, preden so se umaknile.